# Slag bij Sutherland's Station
De Slag bij Sutherland’s Station vond plaats op 2 april 1865 in Dinwiddie County, Virginia als deel van de Appomattox-veldtocht tijdens de Amerikaanse Burgeroorlog.
Op 2 april 1865 convergeerden verschillende Noordelijke eenheden bij Petersburg, klaar om de verzwakte Zuidelijke verdedigingsgordel rond de stad te doorbreken. Robert E. Lee probeerde tijd te winnen om zijn leger uit deze benarde situatie te kunnen terugtrekken. Ulysses S. Grant voerde de druk op de ketel op met kleinere aanvallen rond Petersburg. Zijn opmars werd echter vertraagd door het koppige verzet van Fort Gregg. Ondertussen voerde generaal majoor Nelson A. Miles’s divisie aanvallen uit op de stellingen van Henry Heth’s mannen bij Sutherland’s Station. De Zuidelijken werden verslagen en werden in noordwestelijke richting achtervolgd. Dankzij deze overwinning hadden de Noordelijken de Southside spoorweg in handen, de laatste bevoorradingsweg van Lee naar Petersburg. Toch slaagde Lee erin van zijn leger ’s nachts terug te trekken. Dit dankzij het verzet van Fort Gregg en de aarzelende houding van Grant na het succes bij Sutherland’s Station.

## De slag
Generaal Ulysses S. Grant belegerde Petersburg nu al tien maanden. De Army of the Potomac, onder leiding van George E. Meade, was eindelijk klaar om de stellingen van de Army of Northern Virginia rond Petersburg aan te vallen. Op 2 april, ’s Morgens om 04.30 uur, stuurde Mead vier Noordelijke korpsen ten aanval. Het VI korps slaagde erin om de dun bemande vijandelijke stellingen te doorbreken. Aangestoken door het succes overrompelden de andere Noordelijke korpsen de flanken van de vijand. Uiteindelijke hadden ze de stellingen veroverd van Hatcher's Run tot Boydton Plank Road.
Lee kwam tot het besef dat de stad verloren was. Er was te veel van de verdedigingslinie verloren gegaan. Hij moest tijd zien te winnen om zijn leger te kunnen evacueren. Lee gaf het bevel aan de achterblijvende eenheden om zo lang mogelijk vol te houden. Noordelijke troepen bestormden verschillende keren Fort Gregg. Maar slaagden er niet in van het fort in te nemen. Hierdoor kreeg Lee de kans om een kleinere verdedigingslinie op te werpen om de terugtocht te dekken.
Grant verplaatste zijn aandacht naar de South Side spoorweg om de bevoorrading van Lee’s leger af te snijden. Generaal majoor Andrew A. Humphreys’s II korps ontving het bevel om de divisie onder generaal majoor Henry Heth aan te vallen. Zijn troepen bevonden zich op de uiterste rechterflank van Lee’s leger. Nelson Miles’s divisie werd ter versterking naar Philip Sheridan gestuurd. Sheridan besliste dat hij deze extra divisie niet nodig had en stuurde het terug. Humphreys kreeg het bevel de aanval te openen nadat het VI korps door de linies gebroken was. Heth had zich reeds teruggetrokken naar een beter de verdedigen linie. Hoewel Humphreys maar één divisie tot zijn beschikking had om de aanval uit te voeren, was de aanval toch een succes en veroverde een deel van de vijandelijke linies.
Miles kreeg de opdracht van Humphreys om de Zuidelijke troepen te achtervolgen. Heth trok zich bijna 27 km terug om bij Sutherland’s Station een nieuwe verdediging op te stellen om de South Side spoorweg te beschermen. Heth kreeg op dat ogenblik het bericht dat luitenant generaal A.P. Hill gesneuveld was. Heth was nu bevelhebber van het III korps. Hij haastte zich terug naar Petersburg om bevelen te ontvangen. Toen hij arriveerde vernam Heth dat Lee het III korps ontbonden had en toegevoegd had aan het korps van James Longstreet.
Ondertussen wachtte Grant op nieuws van Miles’s vorderingen om een nieuwe aanval te openen op Fort Gregg. Nog een tijdsfactor die in het voordeel speelde van Lee. Toen het fort uiteindelijk viel, had Lee tijd genoeg gehad om het merendeel van zijn troepen terug te trekken.
In de gevechten bij Sutherland’s Station waren er 370 slachtoffers voor de Noordelijken en 1.600 mannen gewond, gedood of gevangengenomen bij de Zuidelijken. Mocht Humphreys’s zijn volledig korps ingezet hebben, was de kans groot dat Heth’s divisie volledig was vernietigd. De slag bij Sutherland’s Station had de doorbraak gegeven aan de Noordelijken, maar was tegelijkertijd een succes voor de Zuidelijken. Het leger van Lee was (nog) niet vernietigd.